# Guillermo Quiróz
Pour les articles homonymes, voir Quiróz.
Guillermo Antonio Quiróz (né le 29 novembre 1981 à Maracaibo, Zulia, Venezuela) est un receveur des Ligues majeures de baseball sous contrat avec les Indians de Cleveland.

## Carrière

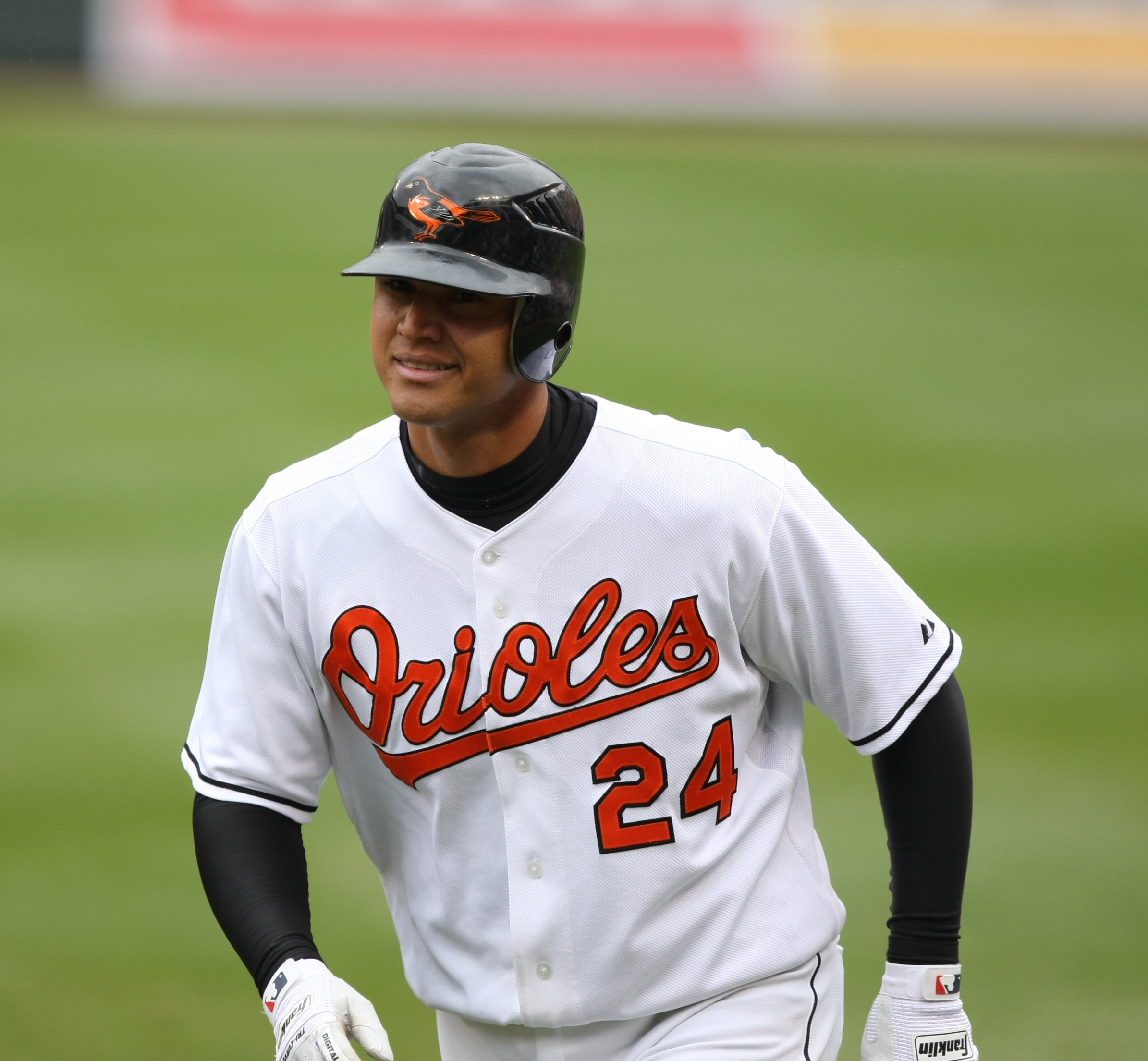
Guillermo Quiróz en 2008 avec Baltimore.

Guillermo Quiróz signe son premier contrat professionnel en 1998 avec les Blue Jays de Toronto. Il fait ses débuts dans le baseball majeur avec cette équipe le 4 septembre 2004. Principalement joueur de ligues mineures, Quiróz dispute 29 parties pour les Jays en 2004 et 2005, joue un match avec les Mariners de Seattle en 2006 et 9 chez les Rangers du Texas en 2007. En 2008, il dispute un sommet personnel de 56 rencontres de Ligue majeure avec les Orioles de Baltimore, frappant ses deux premiers circuits en carrière et récoltant 14 points produits. Il retourne chez les Mariners, pour qui il joue 6 matchs au total en 2009 et 2010. En 2011, il joue en ligues mineures avec un club-école des Padres de San Diego avant de refaire surface dans les majeures pour deux parties seulement avec les Red Sox de Boston en 2012. Il rejoint en 2013 les Giants de San Francisco. Le 4 mai 2013, son circuit en 10e manche à San Francisco met fin au match et permet aux Giants de remporter 10-9 un duel serré face aux Dodgers de Los Angeles. Il ne joue que deux matchs pour les Giants en 2014 et passe toute la saison 2015 avec l'un de leurs clubs de ligues mineures.
Le 12 février 2016, il signe un contrat des ligues mineures avec les Indians de Cleveland.